# Gottschalk von Kreuznach
Gottschalk von Kreuznach oder Gotschalck von Katzenelnbogen u. ä. (geboren im 14. Jahrhundert vermutlich in Katzenelnbogen; gestorben zwischen 1410 und 1417 vermutlich in Kreuznach) war ein deutscher jüdischer Unternehmer, der in Kreuznach, im Erzstift Mainz und in Frankfurt am Main wirkte.

## Leben
Gottschalk wurde vermutlich in Katzenelnbogen (קצנלבוגן) geboren. Der unter Juden beliebte mittelhochdeutsche Name Gottschalk (גוטשלק, zeitgenössisch in verhüllender Schreibung auch גויישלק) bedeutet Schalk = Diener Gottes. Als sein hebräisches Äquivalent wurde in der Regel nicht das gleichbedeutende Obadja (עבדיהו) o. ä., sondern Eljakim (אליקים) verwendet.

### Ansiedlung in Kreuznach
Spätestens seit 1382 lebte der jüdische Bankier Gottschalk aus Katzenelnbogen in Kreuznach in der Vorderen Grafschaft Sponheim. Ihm gehörte das Haus an der Ecke Lämmergasse / Mannheimerstraße (heute: Nr. 12) nahe dem Eiermarkt, das noch jahrhundertelang „Gottschalk des Juden Haus“ genannt wurde (später auch: Löwensteiner Hof). Gottschalk übernahm 1382 ein Drittel der Bürgschaft für eine Schuld von 70 Gulden des Rheingrafen Johann II. vom Stein (* um 1314; † 1383), Wildgraf zu Dhaun-Grumbach. 1383 verbürgten sich die  Edelknechte Winand von Waldeck, Johann Schönburg von Schonenberg  († 1415) und Rorich von Merxheim († 1440/42) bei „Gotschalk, iuden burger zů Crutzenach“ für eine Schuld, die diesem gemeinsam der verstorbene Wild- und Rheingraf Johann II. vom Stein als „Hauptmann“, Junker (Wildgraf) Gerhard III. von Kyrburg († 1408), Tillmann III. Herr von Heinzenberg (†  1393), der Mainzer Domherr Wilhelm Flach von Schwarzenberg († 1383) und Wepeling Peter von Bosenheim (Pedir von Basinheym) verschrieben hatten.
1385 gab Gottschalk dem Mainzer Erzbischof Adolf von Nassau (1353–1390) ein Darlehen über 300 schwere Gulden Mainzer Währung. Die Urkunde bezeugten und siegelten Johann von Eberstein († 1387), Domherr und Kämmerer in Mainz, als „Neffe“ des Erzbischofs, Heinrich Meister von Fritzlar († nach 1393), erzbischöflicher Zollschreiber zu Ehrenfels (Binger Mäuseturm), und Johann Brageiß von Büdesheim († nach 1388), mainzischer Vogt in Bingen und „Vetter“ des Erzbischofs.
In Kreuznach wurde 1390 auch für Gottschalks Bruder Samuel von Katzenelnbogen und seine Familie vom Grafen Simon III. von Sponheim († 1414) ein Schutzbrief ausgestellt. In dem Schutzbrief wird erwähnt, dass die von den Sponheimer Schutzjuden zu leistenden Abgaben gemeinsam von dem gräflichen Kapellan Nikolaus (Clas) von Planig, Pastor zu Münsterappel, und dem Juden Gottschalk festgelegt wurden.

### Zweigniederlassung in Frankfurt am Main

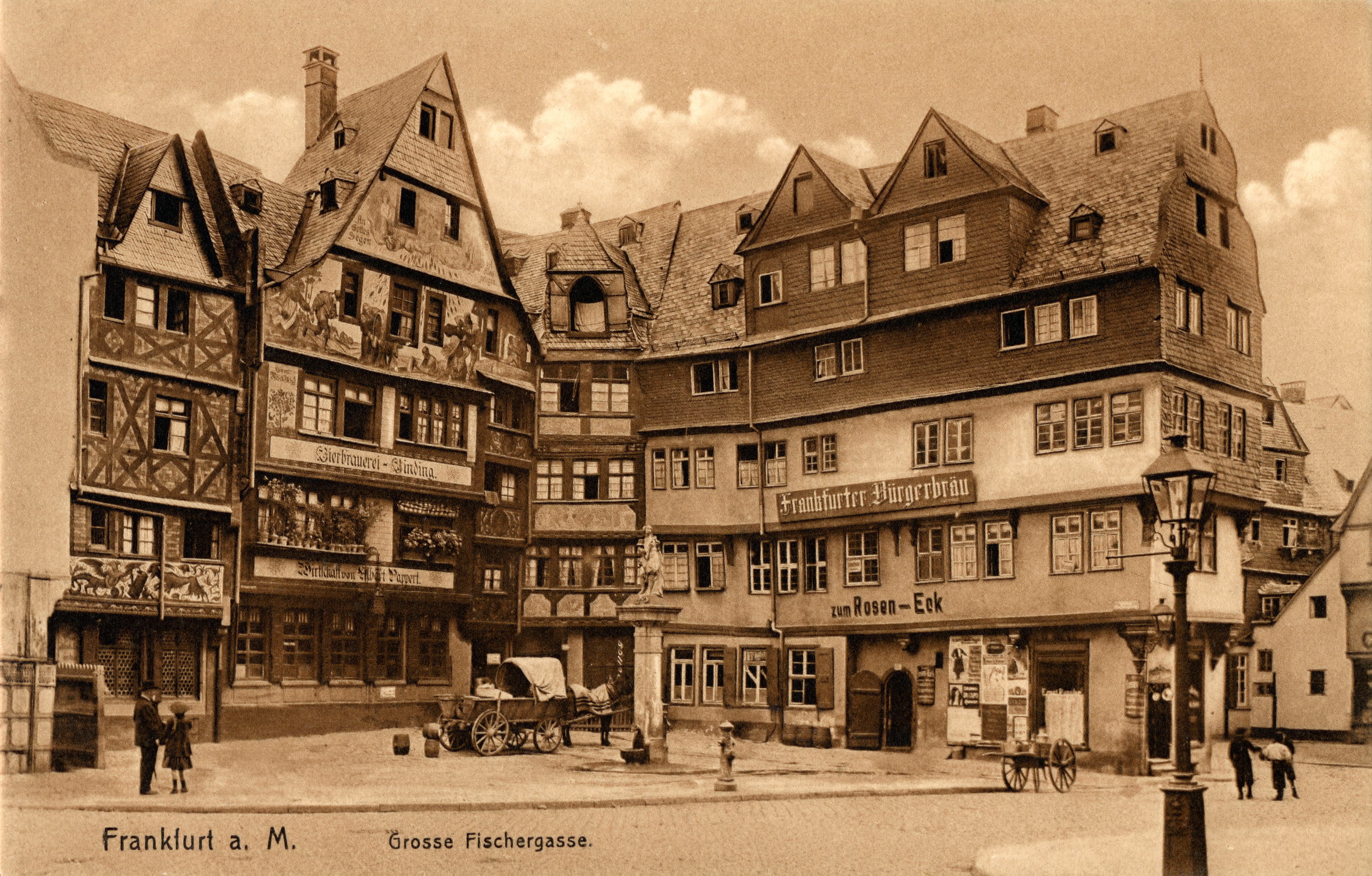
Das Roseneck südlich des Doms um 1900

1395 kaufte Gottschalk von Kreuznach von Simon und Nathan, den Enkeln des Bankiers Ber (gest. 1393), ein Haus in Frankfurt zwischen dem „Haus Rosenbusch“ (Große Fischergasse 18) und dem Hof von Johann von Holzhausen, behielt aber seinen bisherigen Hauptwohnsitz in Kreuznach bei. Die Stadt Frankfurt nahm 1397 ein Darlehen über 600 Gulden bei ihm auf, um ihren Verpflichtungen gegen König Wenzel (1361–1419) nachkommen zu können. 1398 verpflichteten sich die Wild- und Rheingrafen Johann III. († 1428) und Friedrich I. († 1447) von Daun gegenüber „Gotschalke dem Juden, gesessen zu Crucenachen“, die Schulden ihres verstorbenen „Vetters“ (Onkels) Rheingraf Konrads vom Stein († 1395) in Höhe von 500 Gulden zu 2⁄3 abzuzahlen.
Auf die Intervention von „Gotschalg von Katzinelnbogen … wohnhafftig zu Cruczenach“ hin schaffte Erzbischof Johann von Nassau (um 1360–1419, reg. 1397) den Würfelzoll beim Grenzübertritt zum Erzstift Mainz im März 1400 für alle Juden ab, „denselben Gotschalke zu liebe und durch siner flissigen bete willen“. Dieser Leibzoll war bereits 1379 und 1384 von Johanns Bruder Erzbischof Adolf von Nassau und 1398 von ihm selbst abgeschafft worden, wurde aber 1401 unter König Ruprechts III. von der Pfalz (1352–1410) wieder erhoben. Ebenfalls im März 1400 lieh Gottschalk dem Erzbischof Johann zusammen mit seinem Schwiegersohn Süßkind von Rothenburg unter Beteiligung der Städte Bingen, Sobernheim und Monzingen 1.000 Gulden.
Im Mai 1400 schenkte Gottschalk dem Rat der Stadt Frankfurt Hirschkühe, die im Hirschgraben vor der Staufenmauer gehalten wurden. Daraus leitet sich der heutige Straßenname Großer Hirschgraben ab.
In einem undatierten Brief, der um die Jahreswende 1402/03 verfasst sein dürfte, bezeichnet Johann von Nassau Gottschalk von Kreuznach als „seinen Juden“. Das Schreiben steht im Zusammenhang eines Erbschaftsstreites mit Gottschalks Schwägerin Mincha in Köln, in dem Gottschalk außer vom Mainzer Erzbischof Johann auch von dessen Schwägern bzw. Vettern Graf Friedrich III. von Veldenz († 1444), Graf Philipp I. von Nassau-Saarbrücken († 1429) und Junggraf Johann V. von Sponheim-Starkenburg († 1437) unterstützt wurde.
1403 erwähnte König Ruprecht III. in einem Schreiben an den Speyrer Bischof Raban von Helmstatt († 1439) den Juden „Gotschalke … zu Crutzenach“ als einen möglichen Geldgeber.

### Inhaftierung in Kreuznach und Freilassung gegen Lösegeld
Unter dem Vorwurf des Wuchers wurden Gottschalk, seine Frau Bulyn und seine Kinder 1404 von Simon III. von Sponheim in Kreuznach ins Gefängnis geworfen und erst gegen eine sehr hohe Lösegeldzahlung freigelassen. Die Vereinbarung über die Lösegeldzahlung sah vor, dass Simon III. von Sponheim und König Ruprecht III. von der Pfalz jeweils die Hälfte des enormen Restvermögens Gottschalks mit Ausnahme der im Wohnhaus befindlichen Werte und Dokumente erhalten sollten. Beide erhielten je 7.000 Gulden, 5.150 Gulden hatte Simon III. schon in Mainz ausgezahlt bekommen. Für Gottschalk siegelten diese Vereinbarung 1404 die Ritter Johann von Löwenstein [der Alte] und Johann vom Stein.
Gottschalk wurde anschließend im März 1404 von König Ruprecht III. gegen eine jährliche Zahlung von 10 Gulden für fünf Jahre in Schutz genommen. Alle Familienmitglieder, auch Gottschalks Schwager Gumprecht und seine Familie, die bis zum Frühjahr 1405 inhaftiert waren, mussten Graf Simon III. Urfehde schwören.
1405 erwirkte Gottschalk von Kreuznach ein Urteil des Ingelheimer Oberhofes in einer Auseinandersetzung um Entschädigung mit den Erben von Seidenmacher (Sidenmage), dem er vor längerer Zeit für 126 Gulden ein Haus verkauft hatte.
Auf dem Königlichen Tag am Dreikönigstag 1406 in Mainz beklagte sich der Mainzer Erzbischof Johann von Nassau bei König Ruprecht III. über dessen Umgang mit Judengeldern und seinen Eingriff in die Sponheimer landesherrlichen Rechte im Fall des Gottschalks von Kreuznach.

### Letzte Jahre
1406 bekundeten Gottschalk und seine Frau Bulyn vor Schultheiß und Schöffen in Kreuznach die Übertragung einer Jahresgülte auf ihr Wohnhaus. In einer Urkunde von Pfalzgraf Ludwig III. bei Rhein (1378–1436) und Graf Johann V. von Sponheim-Starkenburg werden 1417 die Jüdin Bulyn, Witwe des Juden Gottschalks, und ihr Haus in Kreuznach erwähnt.

### „Gottschalk des Juden Haus“

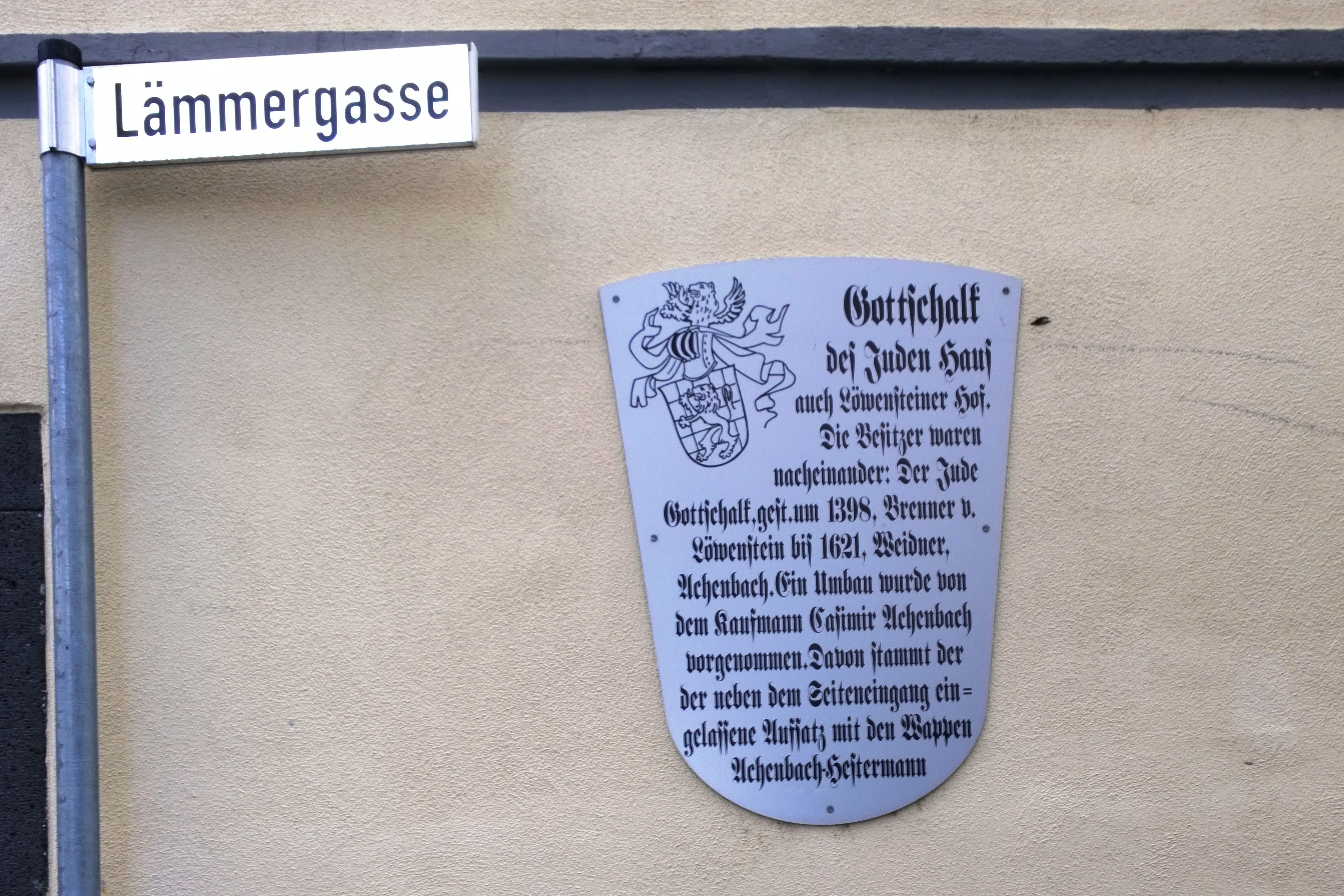
Gedenktafel in der Lämmergasse

1435 kam es zu einem Streit zwischen Johann V. von Sponheim-Starkenburg und Pfalzgraf Ludwig III., die Kreuznach seit 1417 gemeinsam regierten (Kondominium). Graf Johann V. machte geltend, er habe Gottschalks Hof rechtmäßig dem Pfalzgrafen und Herzog Stephan von Pfalz-Simmern-Zweibrücken (1385–1459) und seinem Vetter Graf Friedrich III. von Veldenz überlassen. Der königliche Hofrichter Graf Johann II. von Wertheim (* um 1360; † 1444) als Schlichter sprach Pfalzgraf Ludwig III. ein Fünftel Anteil am Haus Gottschalks zu. 1441 wurde „Gottschalk des Juden Haus“ durch Markgraf Jakob I. von Baden als Miterben der Starkenburger und Graf Friedrich III. von Veldenz gemeinsam als sponheimisches Lehen an den Ritter Brenner von Löwenstein (Lewenstein) übertragen. Markgraf Karl I. von Baden (1427–1475) erneuerte die Belehnung 1454 nach seinem Regierungsantritt. Unter dem Vorbehalt, dass das Haus immer von einem ältesten Grafen von Sponheim zu Mannlehen getragen werden solle, wurde es 1481 von Pfalzgraf Johann I., Graf von Sponheim (1459–1509) Johann von Löwenstein als Witwensitz für seine Frau zugewiesen. 1551 wurde der von Hans und Karl von Löwenstein bewohnte „Judenhof“ in Kreuznach der Braut Elisabeth Ulner von Dieburg als Wittum zugewiesen. 1621 verkauft Bernhardt von Löwenstein „gottschalk des Juden Hauß“ an den Landschreiber (Johann) Daniel Patrick (1571–1631) zu Trarbach. Ihn beerbten zunächst seine Töchter und deren Nachkommen. 1662 wurde seine Nichte Maria Agnes Patrick († 1685), die mit dem pfalz-simmerischer Truchsess Johann Wilhelm Weidner († 1699/1711) verheiratet war, mit dem Burghaus belehnt.
Das Burghaus „Gottschalk des Juden Haus“ in der Mannheimer Straße 12, das auf der Liste der Kulturdenkmäler in Bad Kreuznach steht, erfuhr im 16. Jahrhundert Umbauten. Es wurde im Dreißigjährigen Krieg stark zerstört und im 17. und 18. Jahrhundert verändert wieder aufgebaut. Zu den späteren Eigentümern gehörte seit 1711 der Berliner Hofprediger Karl Konrad Achenbach (1656–1720), verheiratet mit Maria Margarete Weidner († 1732), ein Schwiegersohn der Maria Agnes Patrick.

## Familie
Gottschalks Frau Bulyn (Bonlin, Bunchen) (gest. nach 1421) oder Juta (wohl ihr hebräischer Name, vgl. Judit) war eine Tochter des Rabbiners Moses ha-Levi gen. Möllin (gest. 1387) und Schwester des Mainzer Rabbiners Jakob Molin gen. MaHaRIL (gest. 1427). Ein weiterer Bruder Bulyns war der in Sobernheim ansässige Geldhändler Gumbrecht von Kreuznach (gest. nach 1434), der vor 1405 mit seiner Familie in Kreuznach gelebt hatte.
Als Gottschalks Kinder werden genannt:
1. (Tochter), verheiratet mit Joël (Johel), Sohn des Geldverleihers Ber (gest. 1393), in Frankfurt, vermutlich später nach Köln gezogen,
2. Bele („Bella“, die „Schöne“), verheiratet mit Süßkind von Rothenburg (gest. um 1423/26) in Frankfurt,
3. Gele (Kele) (die „Gelbe“, „Blonde“) (gest. nach 1400), wurde 1400 mit ihren Kindern in Frankfurt für zwei Jahre als Bürgerin aufgenommen,[38]
4. (Seligman) Samuel (Smuhel, Smohel) (gest. nach 1452) von Kreuznach, 1410 in Frankfurt, 1420 in Bingen und 1421 in Kreuznach erwähnt,[39] vor 1429 mit vielen anderen im Erzbistum Mainz inhaftiert,[40] 1434, 1439 und 1452 in Bingen, vom Mainzer Erzbischof Dietrich Schenk von Erbach (1390–1459) in Schutz genommen,[41]
5. Abraham,[8]
6. Mollin.

Abraham von Katzenellenbogen (gest. zwischen 1397 und 1402), der in Köln wirkte, war ein Bruder Gottschalks. Nach Abrahams Tod wurde dessen Witwe Mincha (Minchin, Mynge) von den „Hochmeistern der Judenheit“ gebannt, weil sie sich weigerte, den Nachlass in der Erbauseinandersetzung mit Gottschalk von Kreuznach und den Söhnen seines verstorbenen Bruders Sauwel durch „eine gemeyne hand“ treuhänderisch verwalten zu lassen. Johann V. von Sponheim-Starkenburg, Friedrich III. von Veldenz, Philipp I. von Nassau-Saarbrücken und Erzbischof Johann von Nassau versuchten um die Jahreswende 1402/03 auf Mincha einzuwirken, sich entsprechend dem jüdischen Recht zu verhalten.
Gottschalks weiterer Bruder Samuel von Katzenelnbogen mit seiner Frau Freyde, dessen Sohn Salman mit seiner Frau Kele und Gottschalks Schwager Gumprecht von Kreuznach mit seiner Frau Burlin und ihren Kindern Samuel (Smohel) und Bune (Büme) wohnten zeitweise ebenfalls in Kreuznach. 1391 erklärte Samuel von Katzenelnbogen als Judenbürger zu Mainz (Menezen) alle für ihn ausgestellten Schuldbriefe des Rheingrafen Konrad vom Stein für nichtig.
Eine gelegentlich vermutete Identität Gottschalks von Kreuznach mit dem Juden Gottschalk von Bacharach (gest. 1395/96) aus Köln, der auch in Sobernheim, Oppenheim und Frankfurt am Main wirkte, ist unwahrscheinlich. Gottschalk von Bacharach war ein Sohn des Mannus von Köln (gest. nach 1386) aus Worms, seine Frau Besselin (gest. nach 1395) und sein Sohn David (gest. zwischen 1397 und 1400) mit dessen Frau Memlin (gest. nach 1400) werden nach 1393 in Frankfurt erwähnt.
Gottschalk von Kreuznach ist auch nicht identisch mit Gottschalk von Worms (gest. nach 1388, vermutlich nach 1398), der mit einer Tochter des Mannus von Köln verheiratet war.